# Haus zu den sieben Kurfürsten
Het Haus zu den sieben Kurfürsten is een gebouw op de Grote Ring in de Poolse stad Wrocław. Het gebouw heeft huisnummer acht. Het gebouw grens aan het Haus zur Blauen Sonne. 

## Geschiedenis
Het gebouw dateert uit de dertiende eeuw. De gevel kwam tot stand in 1672 en is van de Italiaanse kunstenaar Giacomo Scianzi. Het gebouw is getooid met fresco's van Keizer Leopold II en de zeven keurvorsten van het Heilige Roomse Rijk, zijnde de aartsbisschoppen Mainz, Keulen en Trier, de keurvorsten van Saksen en Beieren, de Paltsgraaf aan de Rijn en de markgraaf van Brandenburg. Het portaal is getooid met een adelaar, destijds het symbool van de Habsburgers. 